# City FM (Guinée)
City FM est une station de radio généraliste privée basée en Guinée le long de la route Le Prince au marché Koloma. La station est surtout écoutée à Conakry et en province grâce au satellite,.